# A legényanya
A legényanya 1989-ben bemutatott magyar fekete-fehér vígjáték, politikai szatíra, melyet Garas Dezső írt és rendezett. A forgatókönyv Schwajda György A rátóti legényanya című könyvéből, a szerző közreműködésével készült. A címszerepben Eperjes Károly látható. 
A filmet a Komárom-Esztergom megyében található Dágon, Gyermelyen és Gyarmatpusztán forgatták.

## Cselekmény
A szocialista rendszert kifigurázó mű egy isten háta mögötti kis faluban, Rátóton zajlik.
A faluban minden férfit Bélának hívnak, és mivel dolguk nincs, a helyi kocsmában múlatják az időt. A felfordulást a helyiek életébe Rozi hozza el, aki miután megszülte gyermekét, a falubeliek rábeszélése ellenére sem Bélának, hanem Józsinak kereszteli el. Józsi szépen lassan felnő, kicsit fura fickó lesz belőle, mivel a lányok nem érdeklik. Rozi imádkozni kezd a Szűzanyához, aki meghallgatja kérését, és elküldi fiának Ágikát, akitől Józsi hamarosan várandós lesz. A falubeliek nem tudják, mit tegyenek, elmennek hát a megye legfőbb vezetőjéhez, ahol (egy félreértés miatt) azt az utasítást hallják, hogy kövezzék ki Józsit. Rozi fia védelme érdekében egyenesen a királyhoz megy könyörögni, aki azt üzeni, hogy vigyázzanak a nagy dicsőségre. Józsi éppen követ hord, amikor megszületik aprócska gyereke. A rátótiak végül halálra kövezik Józsit.

## Szereplők
- Józsi, a legényanya – Eperjes Károly
- Rozi, az anyja – Pogány Judit
- Béla, az apja – Garas Dezső
- Béla, tanácselnök – Kállai Ferenc
- Ágika – Eszenyi Enikő
- Béla, az igazgató – Kibédi Ervin
- Béla, a pap – Horváth József
- Béla, az orvos – Andorai Péter
- Józsi fia – Tóth Barnabás
- Béla, a tsz-elnök – Szirtes Ádám
- Narrátor – Koltai Róbert
- Béla, a patikus – Szilágyi István
- megyei tanácselnök – Kránitz Lajos
- tanácselnök titkára – László Zsolt
- kislány a Parlamentben – Für Anikó

## Idézetek
- „Béláim az Úrban” – Béla, a pap
- „Na akkor gondolkodjunk!” – Béla, az igazgató
- „Józsi lesz, legalább nem lesz olyan hülye, mint te” – Rozi
- „Nincs az a nehéz munka, ami nem érné meg, ha eredménye van” – Béla, tanácselnök
- „Túltoltuk, rátoltuk, túltoltuk, rátótiak, túltoltuk” – Béla, tanácselnök
- „Talán a székben van valami hiba vagy valami másban” – az Anya